# Daly (månkrater)
För andra betydelser, se Daly.
Daly är en 15 km stor nedslagskrater på månen. Daly har fått sitt namn efter den kanadensisk-amerikanska geolog och geofysiker Reginald Aldworth Daly.
Kratern kallades tidigare Apollonius P.